# Park Tower (Chicago)
Park Tower – wieżowiec w centrum Chicago, w stanie Illinois. Znajduje się przy 800 Michigan Avenue. Budowa została ukończona w 2000 roku. Ma 70 pięter (67 używanych) i 227 metrów wysokości.